# 古牧
古牧（こまき）は長野市中東部の地域。4の国道と3の県道が通り、長野市街地のベッドタウンとして発展してきた。本項ではかつて概ね同地域に所在した上水内郡古牧村（こまきむら）についても述べる。
村名「古牧」の由来ははっきりしないが、『古牧誌』によれば、1889年（明治22年）に誕生した村名をどうするかで、各村の代表者で意見がなかなかまとまらなかった。困った末に西尾張部の物知り、林幸平（今釈迦とも呼ばれていた）に聞いたところ、「聖徳太子がこの辺を牧場として馬を飼われたともいわれ、また『吾妻鏡』その他の古い史料にも、この辺一帯が牧場であったことが記されている。それゆえ、古い牧場すなわち古牧が適切であろう」と提言した。皆は賛成し、「古牧村」と決定したという。

## 人口
1888年～1995年は『長野市誌 第8巻』による。2000年以降は長野市町別人口及び世帯数の各年1月1日のデータである。明治から昭和10年（1935年）頃まではゆるやかな増え方で、長野市近郊の農村として大きな変化は見られなかった。その後、第二次大戦後から増加が始まり、1951年には五分一・中村間に市営住宅ができた。これが古牧地区の団地の初めである。それから1959年頃から古牧の市街化が進んだ。人口増加率は市内有数である。
1992年（平成4年）には古牧小学校のマンモス校解消のため、南高田に緑ヶ丘小学校ができた。増加ペースは近年鈍化しているが、2020年時点ではまだ微増を続けている。
- 1888年　3432人
- 1892年　4015人
- 1900年　4325人
- 1905年　4286人
- 1909年　4416人
- 1920年　4138人
- 1925年　4432人
- 1930年　4488人
- 1935年　4622人
- 1947年　6354人
- 1950年　6744人
- 1955年　7342人
- 1960年　8485人
- 1965年 10956人
- 1970年 13873人
- 1975年 17125人
- 1980年 18302人
- 1985年 20143人
- 1990年 21887人
- 1995年 23443人
- 2000年 24695人
- 2005年 25421人
- 2010年 25982人
- 2015年 26539人
- 2020年 26756人

| \| 1950年（昭和25年） \| 6,744人 \| \| \| 1960年（昭和35年） \| 8,485人 \| \| \| 1970年（昭和45年） \| 13,873人 \| \| \| 1980年（昭和55年） \| 18,302人 \| \| \| 1990年（平成2年） \| 21,887人 \| \| \| 2000年（平成12年） \| 24,695人 \| \| \| 2010年（平成22年） \| 25,982人 \| \| \| 2020年（令和2年） \| 26,756人 \| \| |          |  |
| 長野市 |          |  |
| 1950年（昭和25年） | 6,744人  |  |
| 1960年（昭和35年） | 8,485人  |  |
| 1970年（昭和45年） | 13,873人 |  |
| 1980年（昭和55年） | 18,302人 |  |
| 1990年（平成2年） | 21,887人 |  |
| 2000年（平成12年） | 24,695人 |  |
| 2010年（平成22年） | 25,982人 |  |
| 2020年（令和2年） | 26,756人 |  |

## 歴史
- 1889年（明治22年）4月1日 - 町村制の施行により、上水内郡西尾張部村・高田村・南長池村・東和田村・西和田村・平林村および三輪村の一部（荒屋）の区域をもって古牧村が発足。
- 1923年（大正12年）7月1日 - 古牧村が長野市に編入。同日古牧村廃止。大字西尾張部・高田・南長池・東和田・西和田・平林および三輪の一部となる。

## 大字・町丁
- 高田
- 西尾張部
- 西和田一・二丁目
- 東和田
- 南長池
- 平林一・二丁目
- 北条町
- 三輪の一部（荒屋）
- 南高田一・二丁目
- 若宮一・二丁目

## 交通

### 鉄道
しなの鉄道の北しなの線が地区内を通過するが、駅は所在しない。

### 道路
- 国道18号（長野バイパス）
- 国道19号
- 国道406号
- 国道117号
- 長野県道34号長野菅平線
- 長野県道58号長野須坂インター線
- 長野県道60号長野荒瀬原線
- 長野県道375号大豆島東和田線